# Miracle du pendu-dépendu

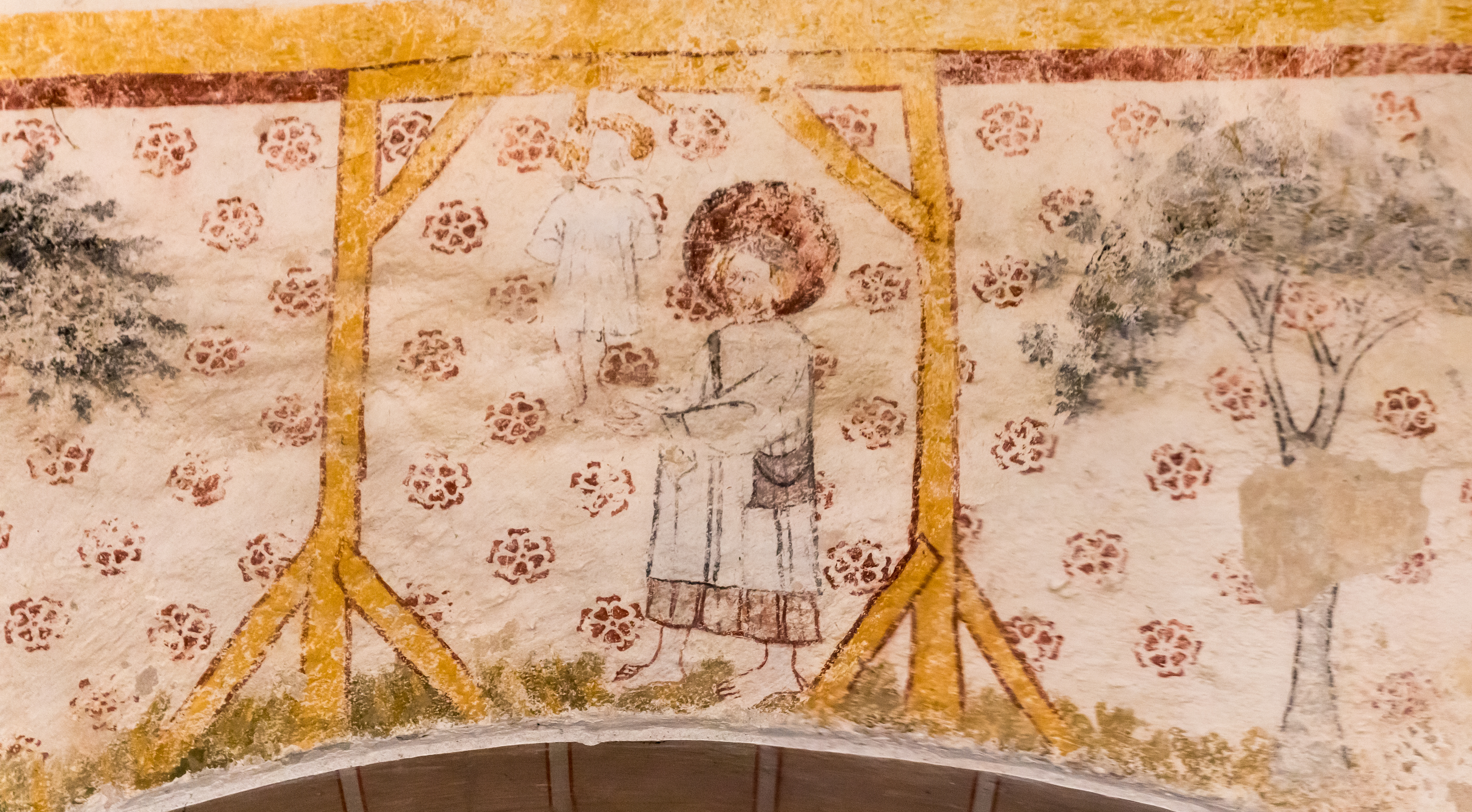
L'église Saint-Julien de Saulcet (Allier) : saint Jacques soutient l'enfant pendu.

Le miracle du pendu-dépendu constitue le septième miracle du De miraculis sancti Jacobi, deuxième livre du Codex Calixtinus.

## Présentation
Il s'agit de mettre en garde les pèlerins de Saint-Jacques-de-Compostelle contre les mauvais agissements d'aubergistes peu scrupuleux et de glorifier la résistance à la tentation de luxure.

## Les versions
Version de Toulouse

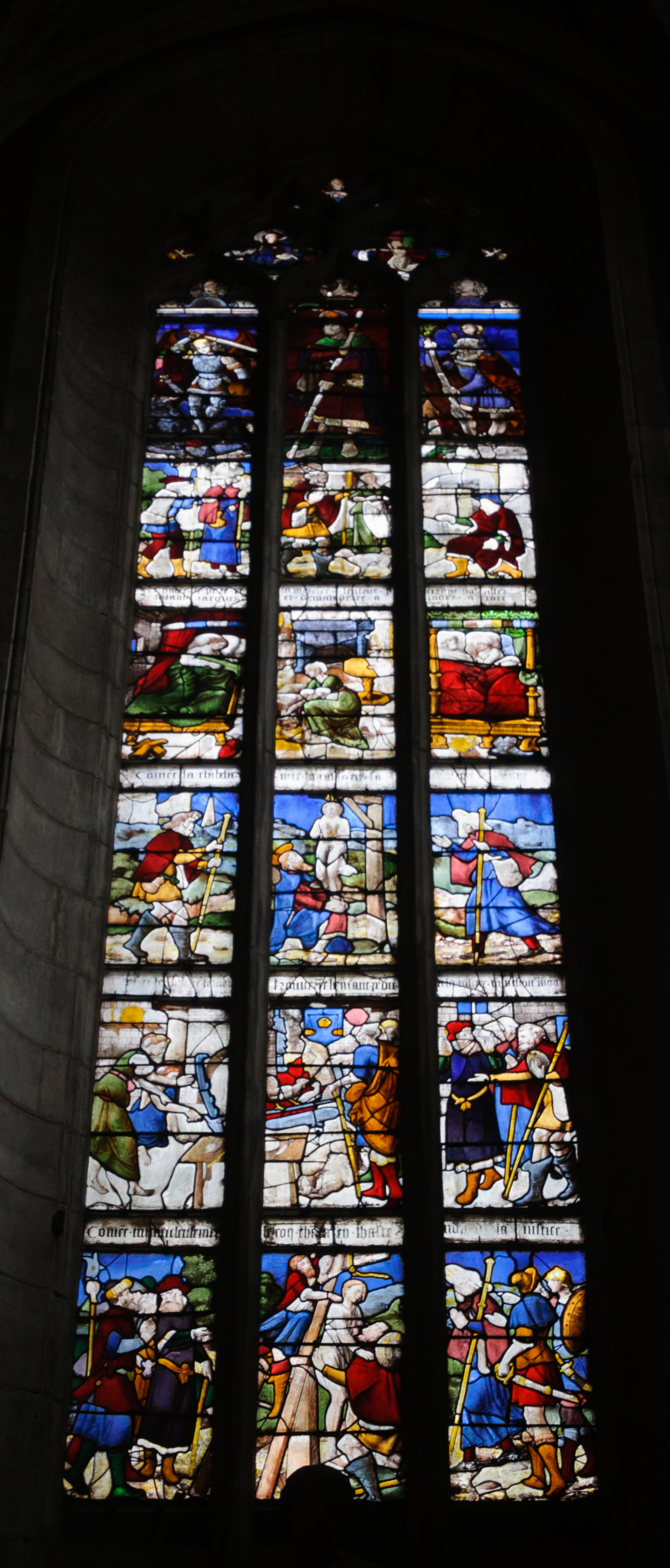
Le miracle du pendu-dépendu représenté sur un vitrail de l'église Saint-Nicolas de Châtillon-sur-Seine.

D'après le pape Calixte II, un Allemand allant avec son fils à Saint-Jacques vers l'an 1090 s'arrêta pour se loger à Toulouse chez un hôte qui l'enivra et cacha une coupe d'argent dans sa malle. Quand ils furent repartis le lendemain, l'hôte les poursuivit comme des voleurs et les accusa d'avoir volé la coupe. On ouvrit la malle et trouva l'objet. On les traîna sans délai chez le juge. Il y eut un jugement qui prononçait que tout leur avoir fût adjugé à l'hôte, et que l'un d'eux serait pendu. Mais comme le père voulait mourir à la place du fils et le fils à la place du père, le fils fut pendu et le père continua, tout chagrin, sa route vers Saint-Jacques. Or, vingt-six jours après, il revint et s'arrêta près du corps de son fils. Il poussa des cris de lamentation quand son fils, attaché à la potence, se mit à le consoler en disant : « Très doux père, ne pleure pas, car je n'ai jamais été aussi bien. Jusqu'à ce jour, saint Jacques m'a sustenté et il me restaure d'une douceur céleste ». En entendant cela, le père courut à la ville, le peuple vint, détacha le fils du pèlerin qui était sain et sauf, et pendit l'hôte, c'est la version rapportée par Jacques de Voragine dans La Légende dorée.
Version de Santo Domingo de la Calzada
En 1130, Hugonel, jeune pèlerin germanique en route avec ses parents vers Saint-Jacques-de-Compostelle, passa la nuit dans une auberge de Santo Domingo de la Calzada. Une jeune servante lui fit des avances, qu’il repoussa. Éconduite, elle cacha dans son bagage de la vaisselle d'argent. Au moment du départ, elle l’accusa du vol du plat. Il fut condamné et pendu pour ce vol qu’il n’avait pas commis.
Les parents éplorés continuèrent leur pèlerinage et prièrent saint Jacques. À leur retour de Compostelle, ils entendirent leur fils dire du haut du gibet qu'il vivait, car saint Jacques le protégeait. Émerveillés, ils s'adressèrent à l’alcalde (de l’arabe al cadi : le juge) alors qu'il était en train de déguster un coq et une poule rôtis, qui leur répondit avec ironie : « Si votre fils est vivant, cette poule et ce coq se mettront à chanter dans mon assiette. » Ce qu’il advint : le coq chanta et la poule caqueta. L’alcalde bouleversé fit dépendre le jeune homme et pendre à sa place la fautive.

## Dévotion
Depuis le XIVe siècle, une poule et un coq blancs vivent à l'intérieur de la cathédrale de Santo Domingo de la Calzada, dans un beau poulailler gothique, au grand étonnement des touristes qui ne connaissent pas l'histoire, et qui, parfois, demandent où il faut glisser une pièce pour faire chanter les automates.
Le 6 octobre 1350, une bulle signée à Avignon accorde des indulgences aux pèlerins qui prient devant les reliques où se trouvent le coq et la poule. En tout état de cause, il est de bon présage d'entendre le coq chanter.
Le coq et la poule se trouvent derrière une grille ouvragée, ce qui empêche les pèlerins d'aujourd'hui de leur arracher une plume en guise de relique. Celle-ci est aimablement donnée par le sacristain de Santo Domingo. Dès lors, en plus de la coquille Saint-Jacques, le pèlerin porte aussi la plume de la poule ou du coq.
Les chaînes du captif et la poutre du gibet sont suspendues aux murs de la cathédrale. Elles commémorent le surprenant miracle.
Aux XVe et XVIe siècles, âge d'or de ce conte, le théâtre religieux s'en empare et de nombreuses confréries dressent le gibet et jouent la saynète sur la place publique, son succès est source d'inspiration pour ses nombreuses illustrations.

## Imagier
L'illustration de ce conte, avertissement aux pèlerins sur les chemins de pèlerinage, ex-voto ou manifestation de confrérie se multiplie sur des supports variés entre le XIIIe et le XVIe siècle. Quatre-vingt-quinze d'entre eux seraient encore visibles de nos jours.

### Retables, panneaux et enluminures
C'est le thème de quantité de retables tant en France (par exemple à Étaples, Cotdoussan, Jézeau (Hautes-Pyrénées) ou Prelles dans les Hautes-Alpes) qu'en Suisse ou en Allemagne (Jakobskirche de Rothenburg).

### Vitraux

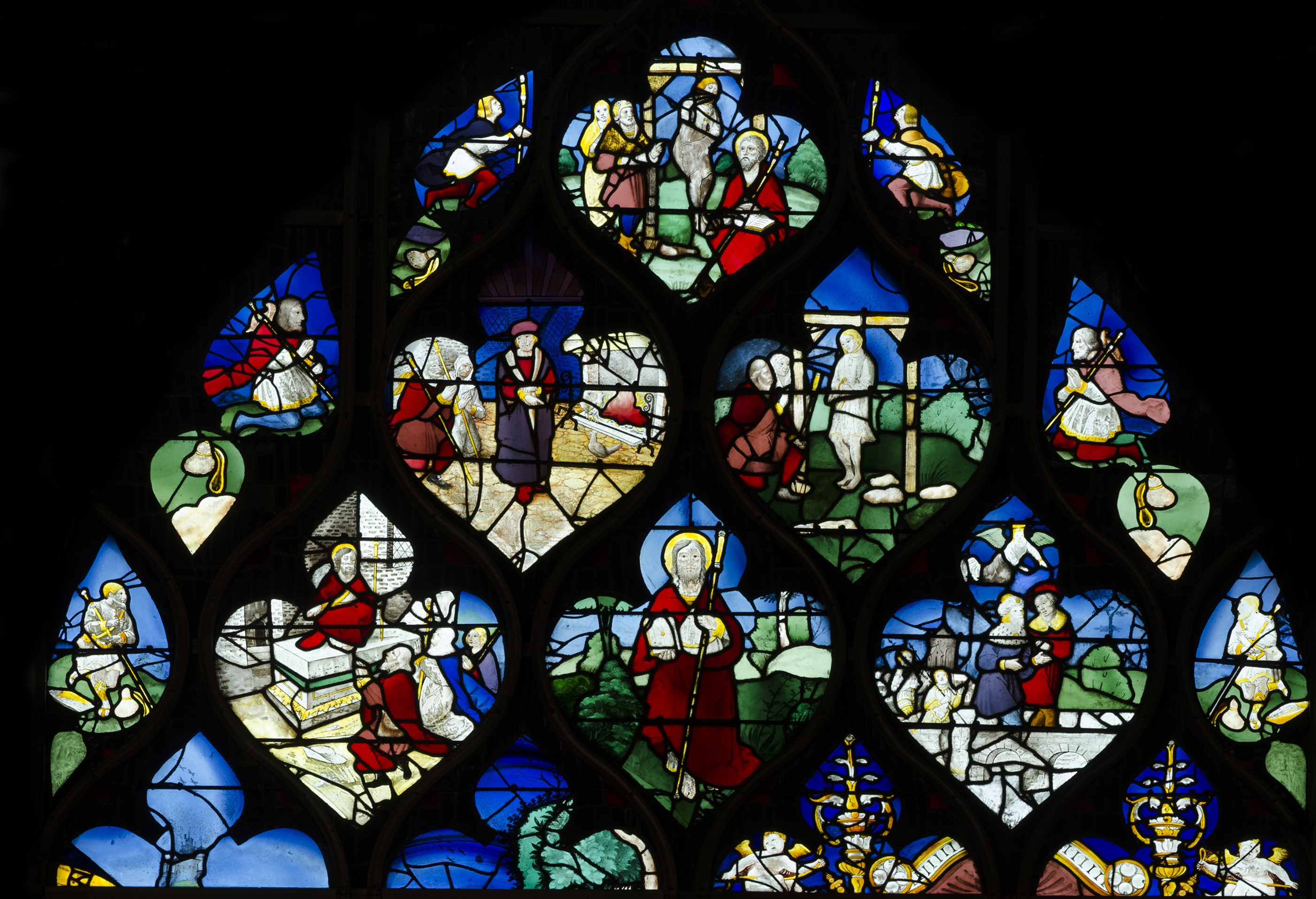
Détail montrant la légende du pendu dépendu dans l'église Sainte-Jeanne-d'Arc de Rouen.

Rouen a deux beaux exemples, l'un dans le chœur de l'abbatiale Saint-Ouen datant de 1325-1339 et l'autre sur les vitraux de l'église Saint Vincent datant de 1520-1530 remontés après son bombardement dans l'Église Sainte-Jeanne-d'Arc ; les plus anciennes verrières sont celles de la Cathédrale Saint-Gatien de Tours avec deux illustrations datant de 1257-1270. Humbert Jacomet en dénombre vingt-deux encore visibles après les vagues iconoclastes des guerres de Religion, de la révolution française et le souffle des bombardements des deux dernières Guerres mondiales.

### Peintures murales
Ce sont douze tableaux du miracle de Saint Jacques qui figurent dans la chapelle seigneurial de Jacques d'Arcourt datant de 1520 dans l'église Saint Malo de Canville-la-Rocque,.

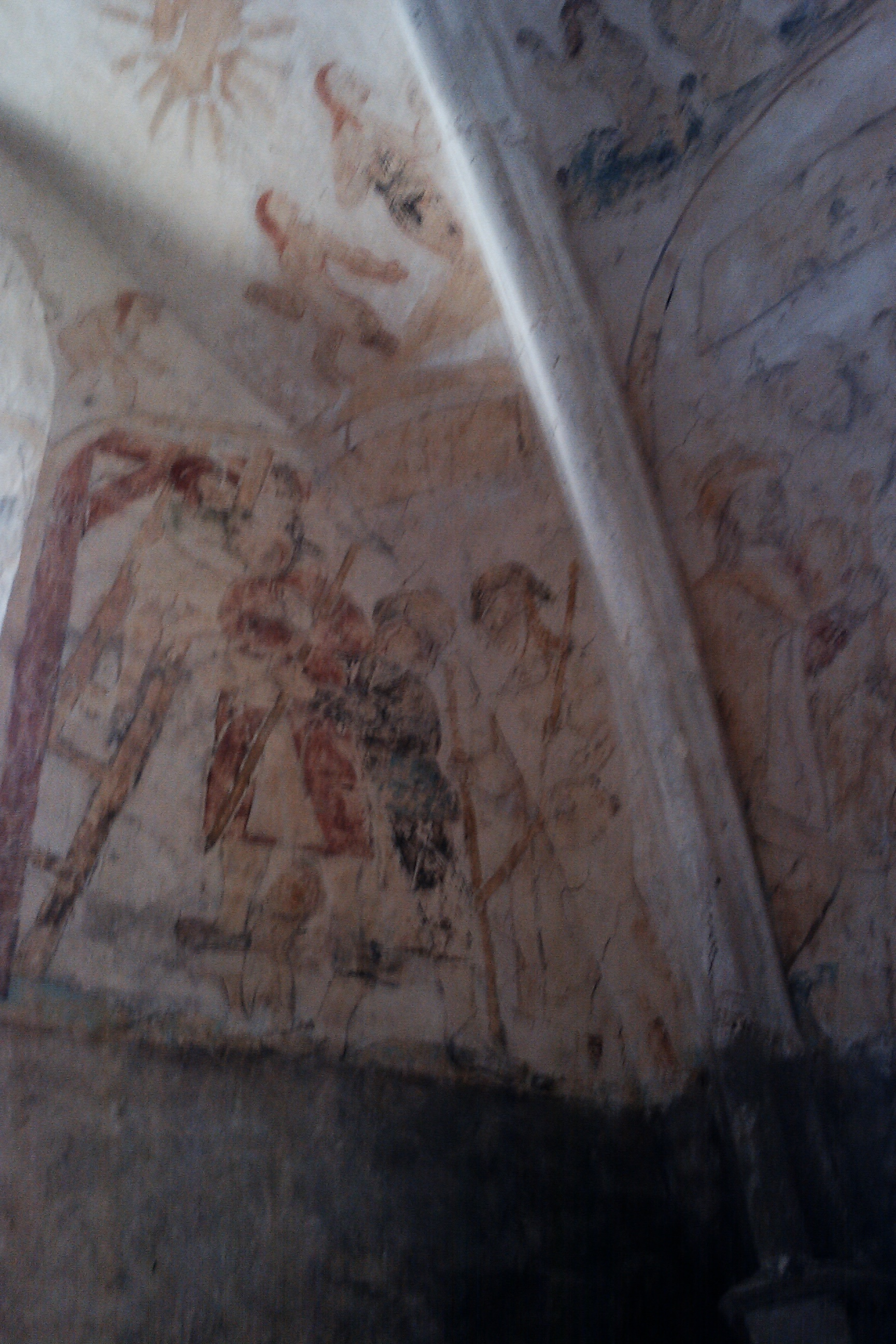
Le supplice.
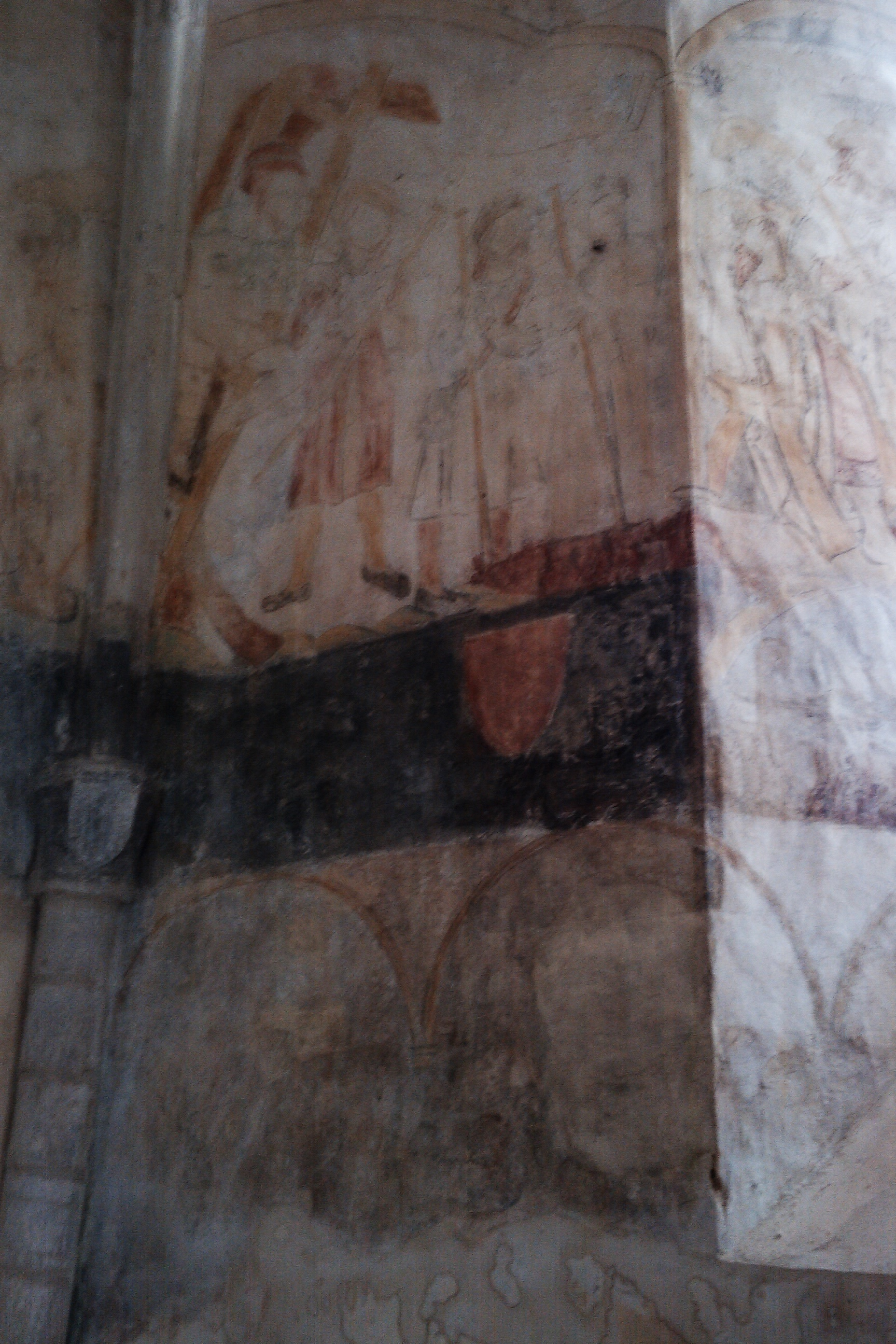
Gibet, le pendu dépendu et la litre seigneuriale.
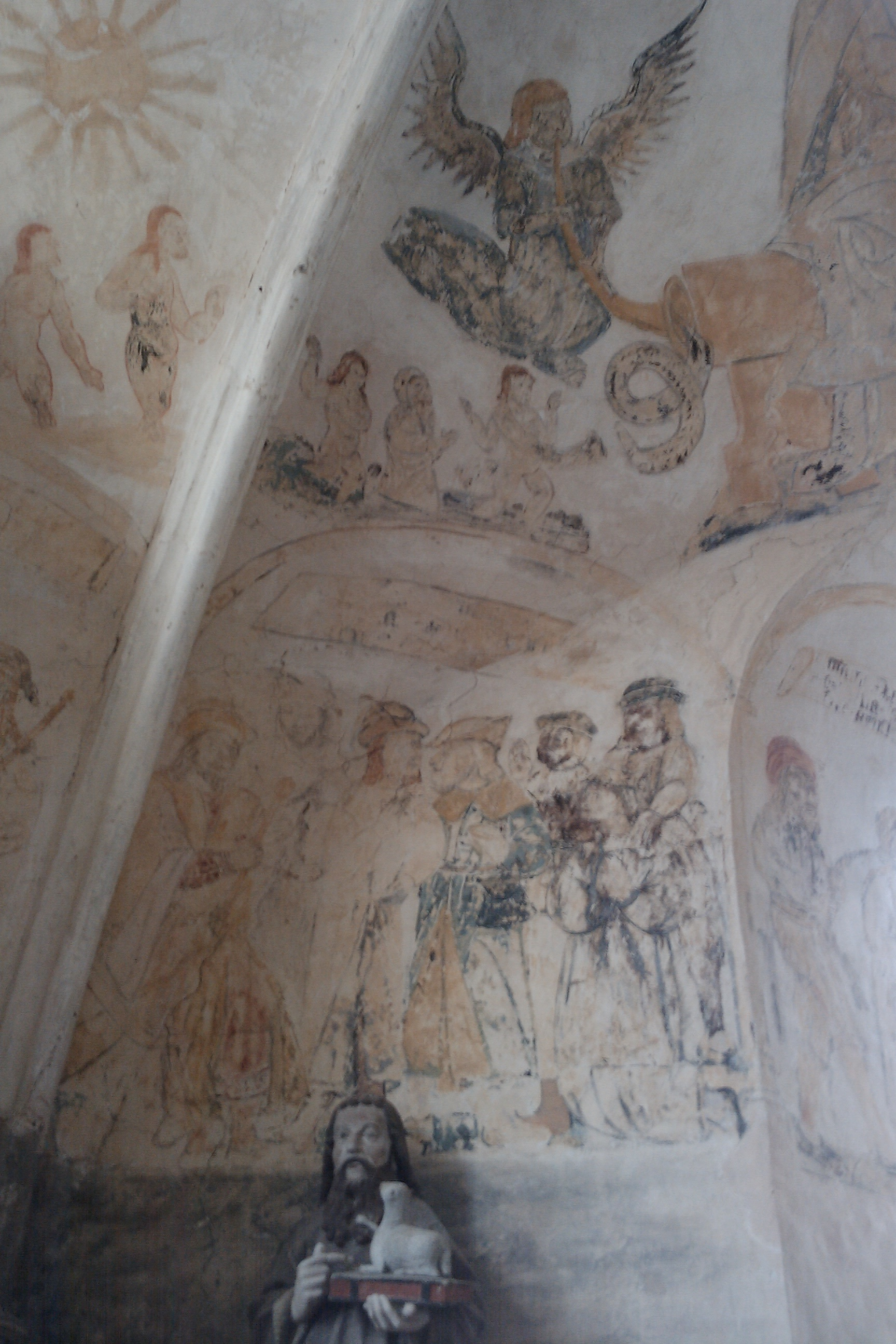
Jugement de la servante.

D'autres peintures murales, à Sélestat, Presle, Eygliers, Toulouse (église Saint-Nicolas), Villeneuve d'Aveyron, dans l'église Saint-Julien de Saulcet près de l'entrée sud sur le bas-côté face au martyre de saint Jacques, sont encore préservées ; elles se trouvent souvent sur les chemins du pèlerinage vers Compostelle.

### Bas-reliefs et chapiteaux
Un chapiteau du cloître de Saint-Sever-de-Rustan datant de la fin du XIVe siècle remonté dans le Jardin Massey à Tarbes illustre ce miracle sur trois de ses faces.

### Articles liés
- Affaire de l'auberge rouge
- Coq de Barcelos
- La Petite Gitane